# Ntungamo
Ntungamo è un centro abitato dell'Uganda, situato nella Regione occidentale. 